# Saint-Jean-de-Marcel
Saint-Jean-de-Marcel é uma comuna francesa na região administrativa de Occitânia, no departamento de Tarn. Estende-se por uma área de 18,25 km². Em 2010 a comuna tinha 377 habitantes (densidade: 20,7 hab./km²).